# Brachyodynerus chloroticus
Brachyodynerus chloroticus  (лат.) — вид одиночных ос из подсемейства Eumeninae. Эндемики Юго-Западной Азии.

## Распространение
Турция (Turkei-Ost, Kagizman/Kars). Обнаружены на высоте около 1100 метров.

## Описание
Мелкие одиночные осы (тела около 8 мм). Клипеус субквадратный (соотношение сторон 3,3:3,0). По некоторым признакам близок к виду одиночных ос Brachyodynerus perrarus Kurzenko, 1977. Вид был описан в 2004 году австрийским энтомологом Йозефом Гусенляйтнером (нем. Josef Gusenleitner; Линц, Австрия). Взрослые самки охотятся на личинок насекомых для откладывания в них яиц и в которых в будущим появится личинка осы.